# سجل التمريض
سجل الممرضة أو سجل التمريض أو سجل الممرضات هو قائمةٌ بأسماء الممرضات اللاتي يكُن مرخصات ترخيصًا قانونيًا لمزاولة مهنة التمريض. ويُحفظ السجل من قِبل هيئة الترخيص المُفوَّضة بموجب القانون لتنظيم هذه المهنة. ويُعد لقب «الممرضة المُسجلة» هو مصدر اللقب القانوني. وعادةً ما يتم إصدار هوية فريدة أو رقم رخصة لكل ممرضة.
ويمكن العثور على معلومات أكثر عن التسجيل والتنظيم أسفل العناوين الرئيسية للبلد في مقال الممرضة.
ويُستخدم مصطلح سجل الممرضة في الولايات المتحدة عادةً أيضًا للإشارة إلى وكالة التمريض، وهي شركة خاصة توفر طاقم التمريض اليومي أو المؤقت للمستشفيات والمكاتب الطبية والأفراد.
وتضم سجلات الممرضات أيضًا الزائرين الذين يوفرون الإحالات للمرضى من أجل رعاية تمريضية ماهرة وغير ماهرة. ويحتفظ هؤلاء الزائرون بقوائم طاقم التمريض، ويضمنون وجود ترخيص وتدريب مناسبين لطاقم التمريض، ويُستخدَم كل من الترخيص والتدريب للإشارة إلى الممرضات اللاتي يتصرفن بصفتهن متعاقدات مستقلات للمرضى.